# Below the Radio
Albums de Grandaddy
Sumday Limited Edition
(2003) Just like the Fambly Cat
(2005)
Below the Radio est un album artist's choice de Grandaddy, groupe de Modesto (Californie, USA). Cet album est un CD regroupant des morceaux d'autres groupes, compilés par Jason Lytle. Il contient seulement une chanson de Grandaddy.

## Titres
| No  | Titre                    | Durée |
| --- | ------------------------ | ----- |
| 1.  | We Live Again            |       |
| 2.  | Burned by the Sun        |       |
| 3.  | Color Bars               |       |
| 4.  | Run                      |       |
| 5.  | Wild Was the Night       |       |
| 6.  | Bottom Line Man          |       |
| 7.  | Little Acorn             |       |
| 8.  | Comin' Up Empty Again    |       |
| 9.  | If We Could Go Backwards |       |
| 10. | I Fell                   |       |
| 11. | Sand Canyon              |       |
| 12. | Motion Suggests          |       |
| 13. | For the Damaged          |       |
| 14. | Twisted Layer            |       |
| 15. | Nature Anthem            |       |